# Río Cebollatí
Le río Cebollatí est l'un des cours d'eau les plus importants d'Uruguay.
Il prend sa source dans la Cuchilla Grande (département de Lavalleja) et s'écoule, sur 235 km, du sud-ouest vers le nord-est. Il marque la limite entre le département de Rocha et ceux de Lavalleja et de Treinta y Tres, avant de se jeter dans la lagune Mirim. Il est navigable par des bateaux de faible tirant d'eau entre le río Olimar – l'un de ses affluents – et son embouchure.
Depuis 2009, un service de bacs gratuit permet de traverser la rivière Cebollatí et de relier les villes de La Charqueada (département de Treinta y Tres) à celle de Cebollatí (département de Rocha).

## Source
- (es) Cet article est partiellement ou en totalité issu de l’article de Wikipédia en espagnol intitulé « río Cebollatí » (voir la liste des auteurs).